# Морська держава (журнал)
«Морська держава» — громадсько-політичний, науковий, літературно-художній журнал. Перший номер вийшов 14 квітня 2003 року тиражем 2 500 екземплярів. Засновник — редакція газети «Флот України».
Головний редактор — капітан 1 рангу Павло Шунько

## Рубрики
- «Проблеми державотворення»
- «Техніка і озброєння»
- «Міжнародний тероризм»
- «Військові конфлікти»
- «Домашня судноверф»
- «Екскурс в минуле»
- «Духовність»
- «Теоретичні аспекти»
- «Ім'я на борту»
- «Чорне море»
- «Кают-компанія»
- «Україна — моя країна» та ін.